# Кенедугу
Кенедугу (фр. Kénédougou) — є однією з 45 провінцій Буркіна-Фасо, що знаходиться в регіоні Верхні Басейни.
Столицею провінції є Ородара. Площа Кенедугу — 8137 км².

## Адміністративний поділ
Кенедугу поділяється на 10 департаментів:
- Джігуера
- Колоко
- Куріньон
- Курума
- Моролаба
- Ндорола
- Ородара
- Самогохірі
- Саморогуан
- Сіндо